# 정호영 (법조인)
정호영(鄭鎬瑛, 1948년 4월 12일 ~ )은 대한민국의 법조인이다. 본관은 초계이며, 경기도 양평군 출신이다.
제12회 사법시험 합격에 합격하고 판사로 임용되어 제11대 대전고등법원장과 제38대 서울고등법원장 등을 역임하고, 2006년부터 법무법인 태평양 소속 변호사이다. 
2008년 1월 7일 대통령 노무현에 의해 '한나라당 대통령후보 이명박의 주가조작 등 범죄혐의의 진상규명을 위한 특별검사'에 임명되었다.

## 학력
- 서울대학교 법학 학사
- 서울고등학교

## 경력
- 2008~2012         서울대학교 법과대학 동창회 부회장
- 2008~2012         재단법인 굿소사이어티 상임이사
- 2008              BBK 특별검사로 임명
- 2007~2011         경희학원(경희대학교)재단이사
- 2007~2011         헌법재판소 공직자윤리위원회 위원
- 2006~             법무법인 태평양 변호사
- 2005~2006         대법원 인사위원회 위원
- 2005~2006         대법원 소청심사위원회 위원장
- 2005~2006         중앙선거관리위원회 위원
- 2005.11~2006.06   제38대 서울고등법원 법원장
- 2004~2005         제11대 대전고등법원 법원장
- 2003~2004         대전지방법원 법원장
- 2001              춘천지방법원 법원장
- 2000              서울행정법원 수석부장판사
- 1971              제12회 사법시험 합격

## 논란 및 의혹
이명박 BBK 사건 당시 특검 검사였으나 다시 다스의 수많은 물증에도 불구하고 요식행위로 수사를 마무리지었다는 비난을 받고 있다. 한 언론의 보도에 따르면, 특검은 다스의 회계 문서를 다 확보하고도 이를 피의자에게 돌려주는 비상식적인 일을 하였으며 피의자로 하여금 물증을 없애라는 암시를 보낼 정도였다고 한다. 특검이 다스의 120억원이 넘는 비자금을 확보하고도 돌려주는 등 등 특검이라 불리기 굉장히 수치스러울 정도의 불명예를 남겼다. 이명박 대통령의 대면조사는 꼬리곰탕을 먹으며 단 2시간만에 끝냈다는 유명한 일화를 갖고 있다. 다스 측 직원이 이명박의 다스에서의 지위 등을 언론에 공개하면서 특검수사를 할 때 수사관들의 소극적인 태도 등을 지적하면서 '다스의 수상한 자금 흐름을 파악하고서도 이를 덮었다'라고 한 것에 대해 정호영은 보도자료를 내고 "특검 수사 결과 이명박이 다스의 실소유주라는 증거는 찾을 수 없었다"며 "다만 수사과정에서 다스 직원이 횡령한 사실이 드러났고, 특검은 이 횡령금이 다스 비자금이 아닌지에 대한 의혹을 철저하게 수사했지만  수사 결과 다스 경영진이 개입된 비자금이 아닌 직원 개인의 횡령이라는 사실을 확인했고 특검은 특검법의 취지에 근거해 수사를 종결한 후 그 결과를 발표했고, 모든 자료는 하나도 빠짐없이 검찰에 인계했다"고 말하면서  "특검법에 따른 수사 대상은 이명박 대통령이 다스의 실소유자인지 아닌지와 그와 맞물린 공직선거법 위반 여부였다 특검은 한정된 수사 기간과 법원의 다스 압수수색 영장 기각에도 불구하고 법이 허용하는 모든 수단과 방법을 동원해 계좌추적과 관계자 소환, 통화내역 조회, 회계장부 분석을 해 끈질기고 철저하게 수사를 했다"라고 말했다.
참여연대와 민주사회를 위한 변호사 모임에 의하여 다스와 관련된 자금 흐름과 계좌 내역을 모두 파악하여 다스가 차명계좌를 통해 120억원의 비자금을 조성한 사실을
알고도 이를 제대로 수사하지 않은 직무유기 혐의로 검찰에 고발됐다.  이에 대해 정호영은 기자회견을 열고 "당시 120억원은 직원에 의한 횡령으로 보아 특검법상 수사범위에 해당하지 않아 종결한 것"이라고 하면서 "다스 120억 원 횡령 공개 여부를 당시에도 논의했지만 국론 분열과 정쟁 가능성을 우려해 발표에서 제외했다"고 했으나 횡령한 경리 직원이 여전히 회사에 다니는 등의 문제가 제기되어 이 사건을 수사중인 검찰에 피의자 신분으로 출석하면서 "오해가 있는 부분이 있다면 이번 기회에 적극적으로 바로잡을 생각을 가지고 있습니다."고 했고 9시간동안 조사를 받고 나오면서 "관련 내용을 상세히 설명했고 오해가 충분히 풀렸을 것으로 생각한다"고 말했다.